# Skupina 5 + 2
Skupina 5 + 2, byla skupina výtvarných umělců, působící v letech 1965–68 v tehdejším Gottwaldově.

## Historie
Jednalo se o skupinu výtvarných umělců, přičemž základ skupiny tvořili malíř a grafik Bedřich Baroš (1936–1974), malíř a sochař Antonín Gajdůšek (1927–2001), malíř, grafik a sochař Jaroslav Hovadík (1935–2011), malíř František Nikl (1935–2005) a malíř Zdeněk Šutera (1939–2016). Dalšími dvěma členy byli historici umění, Antonín Grůza (* 1931) a Michal Plánka (1917–2007). V průběhu let vystoupil ze skupiny Antonín Gajdůšek a v létě roku 1968 se připojil Josef Ruszelák.
Svoji výtvarnou spolupráci zahájili ještě před založením skupiny v ateliéru Bouda v Tělovýchovné jednotě Gottwaldov nad zimním stadionem. Tyto prostory získal v červnu 1961 Bedřich Baroš, který působil jako hokejový brankář TJ Gottwaldov. Zde působili umělci do léta 1962, kdy byl Bedřich Baroš nucen svůj  ateliér vystěhovat. Další prostory získali členové skupiny Bedřich Baroš a Zdeněk Šutera v Okresní knihovně v Gottwaldově. Baroš mohl využívat místnost ve škole Komenského 83 a Šutera získal k dispozici polovinu skladovacího prostoru ve Starobově vile. V červnu roku 1965 však Okresní knihovna zrušila dohodu o používání prostor skupinou 5 + 2.
Skupina se rozpadla v roce 1968. Podíl na rozpadu skupiny měly především vnitřní spory mezi členy skupiny, tísnivé politické okolnosti, způsobené invazí vojsk Varšavské smlouvy v srpnu roku 1968, tíživá životní situace Bedřicha Baroše, přestěhování Antonína Grůzy do Ostravy a emigrace Jaroslava Hovadíka po jeho vyloučení z AVU.

## Výstavy
Za dobu své existence připravila skupina celkem pět společných výstav a k nim i pět katalogů.
- 1965 Oblastní galerie výtvarného umění, Gottwaldov
- 1966 Pedagogická škola, Kroměříž
- 1967 Nová síň, Praha
- 1968 Černobílá galerie, Uherský Brod
- 1968 foyer Divadla pracujících Gottwaldov

## Zastoupení v galeriích
Díla jednotlivých členů skupiny 5 + 2 jsou zastoupena v mnoha českých galeriích, např. v Národní galerii v Praze, Moravské galerii v Brně, Galerii výtvarného umění v Chebu, Západočeské galerii v Plzni a Krajské galerii výtvarného umění ve Zlíně, dále v galeriích v Hodoníně, Chebu, Litoměřicích, Ostravě, Plzni a Uherském Hradišti. 